# Landudec
Landudec település Franciaországban, Finistère megyében. Lakosainak száma 1477 fő (2022. január 1.). Landudec Gourlizon, Guiler-sur-Goyen, Plogastel-Saint-Germain, Plozévet, Pouldergat és Pouldreuzic községekkel határos.

## Népesség
A település népességének változása:
| Lakosok száma | 1212 | 1232 | 1183 | 1262 | 1360 | 1401 | 1436 | 1479 | 1490 | 1477 |
|               | 1968 | 1982 | 1990 | 2006 | 2013 | 2015 | 2017 | 2019 | 2020 | 2022 |